# Кромсдорф
Кромсдорф (нем. Kromsdorf) — община в Германии, в земле Тюрингия. 
Входит в состав района Веймар. Подчиняется управлению Ильмталь-Вайнштрассе. Население составляет 1559 человек (на 31 декабря 2010 года). Занимает площадь 10,72 км².
Община подразделяется на 2 сельских округа.

## Палеогенетика
У двух представителей культуры колоколовидных кубков из Кромсдорфа обнаружили Y-хромосомную гаплогруппу R1b, также были определены митохондриальные гаплогруппы: I1, K1, T1, U2, U5 и W5.